# 2057
L'any 2057 (MMLII) serà un any comú que començarà en dilluns segons el calendari gregorià, l'any 2057 de l'era comuna (CE) i Anno Domini (AD), el 57è any del tercer mil·lenni, el 57è any del segle xxi, i el vuitè any de la dècada del 2050.

## Esdeveniments
- 2057 és un programa de televisió Discovery Channel organitzat pel físic teòric Michio Kaku.[1]

Països Catalans
Resta del món
- 5 de gener i 26 de desembre - Aquest any es veurà l'estranya aparició de dos eclipsis total de sol en un únic any natural. L'última vegada que es va produir va ser 1889. La propera vegada que es produeixi serà el 2252.[2]
- Febrer - El missatge METI missatge Cosmic Call 1 enviat des del radiotelescopi Yevpatoria RT-70 (Eupatoria) arriba a la seva destinació, l'estrella 15 Sagittae.[2]
- Març - Un missatge METI, anomenat Teen Age Message, enviat des del Radar planetari Eupatoria de 70 metres arriba al seu destí, l'estrella HD 76151.[2]
- Desembre - Un missatge METI, anomenat Teen Age Message, enviat des del radar planetari Eupatoria de 70 metres arriba a la seva destinació, l'estrella 37 Gem.[2]

Prediccions
- El subministrament de petroli del món està oficialment esgotat.[3]

Ficció
- La NASA va donar a conèixer un missatge provinent de l'any 2057, en el qual s'escolta a un home demanant ajuda urgent per a ell i altres 250 persones allotjades en una base del subsòl amb pocs queviures per sobreviure. Pel que sembla, el món en què es troben (el nostre) ha estat devastat per la radiació, l'aigua està contaminada i no queda res per menjar. Esmenta al virus VTR com una de les fonts culpables del desastre mundial. Així mateix, l'emissor afirma que necessiten metges i vehicles per buscar un lloc més segur per sobreviure. El vídeo assegura que aquest missatge va ser captat per la NASA i obtingut a través de la deep web.[4][5]
  - Tot i que la NASA no l'ha desmentit; el missatge seria suposadament fals.[4][4]